# Ansamblul de mori din Eftimie Murgu
Ansamblul de mori din Eftimie Murgu (sau Complexul molinologic de la Rudăria) este un ansamblu de monumente istorice aflat pe teritoriul satului Eftimie Murgu, comuna Eftimie Murgu, fosta localitate Rudăria, așezată pe malul pârâului Rudăria, un afluent al Nerei. Este cel mai mare complex molinologic din sud-estul Europei.

## Istoric

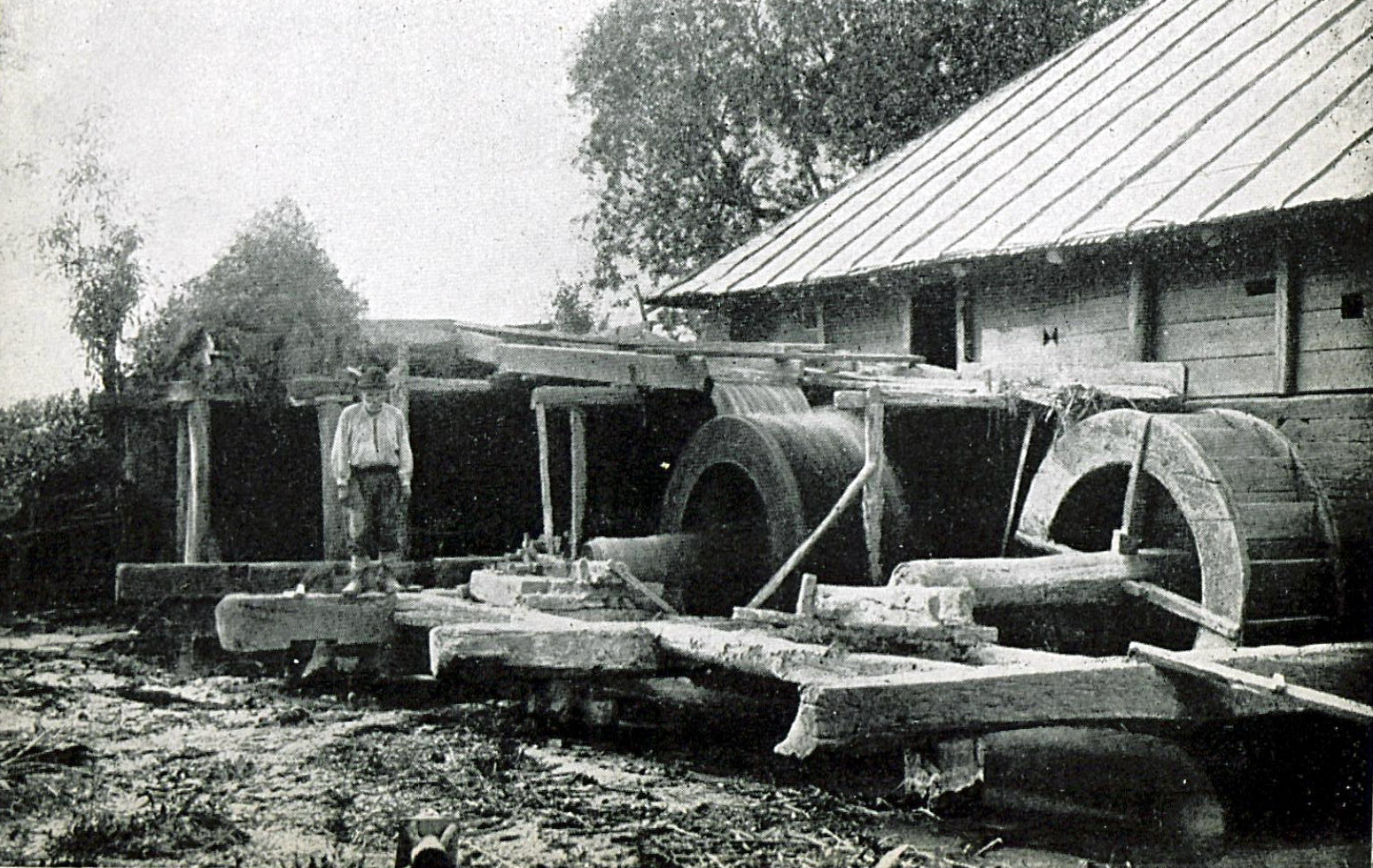
Moară de apă la Râmnicu Sarat, 1916

Pe Valea Rudăriei, în anul 1722 au existat opt mori, iar din 1874 până în 1910 au existat 51 de mori. Inundațiile din acea primăvară au luat 28 dintre ele. Localnicii le-au refăcut pe unele, iar pe altele le-au abandonat. Toate morile au fost protejate de câte o stâncă masivă și sunt funcționale. La una, pentru a redirecționa apa, oamenii au săpat cu dalta și ciocanul un tunel prin munte, înalt de doi metri, lat de un metru și jumătate și lung de aproape 30 de metri. La început, roțile morilor au fost din lemn, apoi, în anii 1980, din metal. Practic, acestea sunt acționate de forța apei. Lagărul care susține mișcarea de rotație este din cremene albă. În 24 de ore, o moară a măcinat o cantitate de 130 de kilograme de făină.
După revoluția din 1989 morile de la Rudăria au fost lăsate în paragină. Acum mai sunt doar 22, dintre care 13 în comună și nouă, în apropiere. Ele au fost introduse în patrimoniul național și se află sub atenta supraveghere a Muzeului „Astra" din Sibiu. Specialiștii de la Sibiu au reușit printr-o finanțare europeană să recondiționeze morile în perioada septembrie 2000 – februarie 2001, acestea constituind cel mai mare complex molinologic din sud-estul Europei. Finanțarea proiectului a fost asigurată prin EUROART – fondul cultural european pentru România finanțat de Uniunea Europeană.

## Descriere

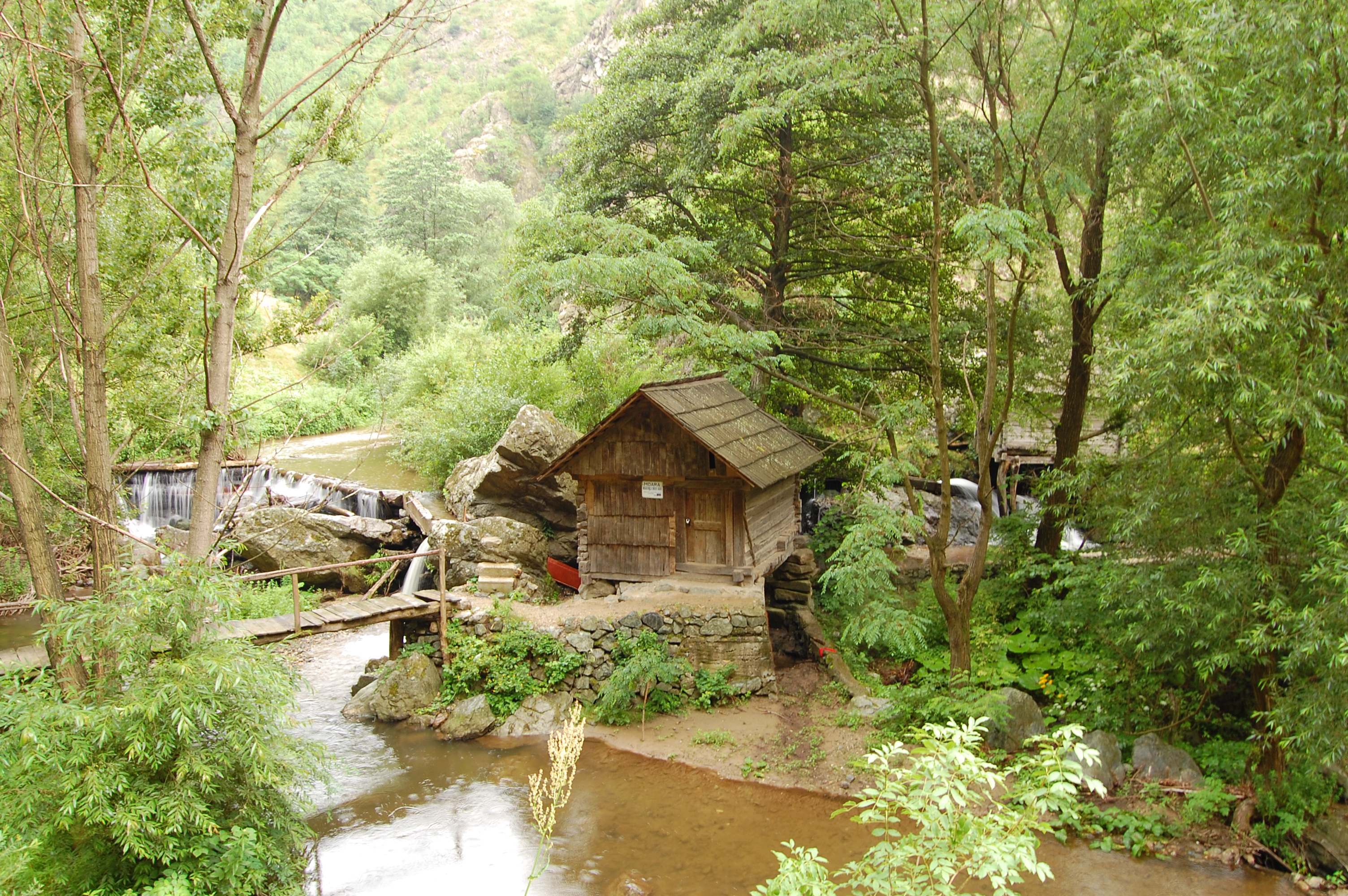
Moară de apă cu ciutură în Cheile Rudăriei

Ansamblul este alcătuit din 22 de mori de apă cu roată orizontală, construcții din lemn de dimensiuni reduse, utilizate pentru necesitățile de măcinare de cereale ale comunității.
Și astăzi rândașii (de la rând) folosesc și întrețin în sistem asociativ morile de apă. O moară aparținea mai multor familii, care aveau pe rând dreptul să o folosească. O zi pe lună moara era oprită pentru întreținere, operațiune la care toți rândașii erau obligați să ia parte. În condițiile actuale comunitatea locală nu mai are nevoie de întreaga putere de măcinare a morilor și se încearcă adaptarea obiceiului descris pentru a folosi mai puține mori odată (folosirea morilor prin rotație).
Morile au la bază o arhitectură vernaculară tradițională asemănătoare sistemului Kaplan, cu roată orizontală și ax vertical. Pentru că râul nu are debitul foarte mare localnicii au construit mici baraje pentru a asigura fluxul de apă necesar funcționării morilor.

## Patrimoniu
Situl este înscris în Lista Monumentelor Istorice din Romania ca obiectiv de valoare națională - grupa valorică A.
Autenticitatea sistemului constructiv tehnic este păstrată în întregime. Unele roți și jgheaburi au fost înlocuite, încă din anii 80, cu elemente metalice perfect similare, din motive de eficiență în exploatare.
Ansamblul este format din următoarele monumente:
- Moara Măxinoanea (cod LMI CS-II-m-A-11112.01)
- Moara Vămulea (cod LMI CS-II-m-A-11112.02)
- Moara Hambaroane (cod LMI CS-II-m-A-11112.03)
- Moara Popească (cod LMI CS-II-m-A-11112.04)
- Moara Firizoane (cod LMI CS-II-m-A-11112.05)
- Moara „Îndărătnica Nouă” (cod LMI CS-II-m-A-11112.06)
- Moara „Îndărătnica Mică” (cod LMI CS-II-m-A-11112.07)
- Moara Pațaoanea (cod LMI CS-II-m-A-11112.08)
- Moara „Îndărătnica Bătrână” (cod LMI CS-II-m-A-11112.09)
- Moara Trăiloanea (cod LMI CS-II-m-A-11112.10)
- Moara „Dacicoanea” (cod LMI CS-II-m-A-11112.11)
- Moara de la Tunel (cod LMI CS-II-m-A-11112.12)